# Clasificación de CAF para la Copa Mundial de Fútbol de 1986
En la fase de clasificación para la Copa Mundial de Fútbol de 1986 celebrado en México, la CAF disponía 2 plazas (de las 24 totales del mundial). Para asignar estas plazas, a la que optaban un total de 29 equipos, se realizó un torneo dividido en cuatro rondas:
- Primera ronda: Argelia, Camerún y Ghana pasaron directamente a la segunda ronda. Los 26 equipos restantes se emparejaron en eliminatorias a doble partido. Los vencedores (determinados por diferencia de goles) pasan a la segunda ronda.
- Segunda y tercera ronda: En cada ronda, los equipos se emparejaron en eliminatorias a doble partido. Los vencedores pasarían a la Ronda Final.
- Ronda final: Los 4 equipos se emparejaron en eliminatorias a doble partido. Los vencedores se clasificaron para el mundial.

## Primera ronda
| Equipo 1        | Agr.         | Equipo 2  | Ida | Vuelta |
| --------------- | ------------ | --------- | --- | ------ |
| Egipto          | 2–1          | Zimbabue  | 1–0 | 1–1    |
| Kenia           | 5–4          | Etiopía   | 2–1 | 3–3    |
| Mauricio        | 0–5          | Malaui    | 0–1 | 0–4    |
| Zambia          | 3–1          | Uganda    | 3–0 | 0–1    |
| Tanzania        | 1–1 (v.)     | Sudán     | 1–1 | 0–0    |
| Sierra Leona    | 0–5          | Marruecos | 0–1 | 0–4    |
| Benín           | 0–6          | Túnez     | 0–2 | 0–4    |
| Costa de Marfil | 6–3          | Gambia    | 4–0 | 2–3    |
| Nigeria         | 4–0          | Liberia   | 3–0 | 1–0    |
| Angola          | 1–1 (4-3 p.) | Senegal   | 1–0 | 0–1    |
| Madagascar      | w/o          | Lesoto    | —   | —      |
| Libia           | w/o          | Níger     | —   | —      |
| Guinea          | w/o          | Togo      | —   | —      |
| Argelia         | Bye          |           |     |        |
| Camerún         | Bye          |           |     |        |
| Ghana           | Bye          |           |     |        |

| 28 de agosto de 1984 | Egipto     | 1:0 (1:0) | Zimbabue | Nasser Stadium, El Cairo, Egipto                    |                                                     |
|                      | Mayhoub 7' |           |          | Asistencia: 80,000 espectadores Árbitro(s): Tesfaye | Asistencia: 80,000 espectadores Árbitro(s): Tesfaye |

| 30 de septiembre de 1984 | Zimbabue        | 1:1 (1:1) (Global 1:2) | Egipto       | Rufaro Stadium, Harare, Zimbabue                     |                                                      |
|                          | Sedki 9' (a.g.) |                        | Suleiman 34' | Asistencia: 40,000 espectadores Árbitro(s): Phambala | Asistencia: 40,000 espectadores Árbitro(s): Phambala |

| 13 de octubre de 1984 | Kenia                 | 2:1 (1:1) | Etiopía    | Nairobi City Stadium, Nairobi, Kenia |                  |
|                       | Masiga 16' · Tabu 57' |           | Kebede 19' | Árbitro(s): Jama                     | Árbitro(s): Jama |

| 28 de octubre de 1984 | Etiopía                             | 3:3 (2:0) (Global 4:5) | Kenia                                | Addis Ababa Stadium, Addis Ababa, Etiopía |                      |
|                       | Haile 9' · Tesfaye 37' · Kebede 80' |                        | Ayoyi 48' · Masiga 56' · Onyango 88' | Árbitro(s): Nkathazo                      | Árbitro(s): Nkathazo |

| 15 de julio de 1984 | Mauricio | 0:1 (0:1) | Malaui    | Stade George V, Curepipe, Mauricio |                    |
|                     |          |           | Phuka 44' | Árbitro(s): Khamis                 | Árbitro(s): Khamis |

| 28 de julio de 1984 | Malaui                                         | 4:0 (1:0) (Global 5:0) | Mauricio | Civo Stadium, Lilongüe, Malaui |                     |
|                     | Sinalo 2' 89' · Leclézio 48' (a.g.) · Waya 84' |                        |          | Árbitro(s): Diramba            | Árbitro(s): Diramba |

| 29 de julio de 1984 | Zambia                                 | 3:0 (1:0) | Uganda | Dag Hammarskjöld Stadium, Ndola, Zambia |                   |
|                     | Hangunyu 44' · Msiska 51' · Bwalya 89' |           |        | Árbitro(s): Tahir                       | Árbitro(s): Tahir |

| 25 de agosto de 1984 | Uganda       | 1:0 (0:0) (Global 1:3) | Zambia | Lugogo Stadium, Kampala, Uganda |                        |
|                      | Katerega 73' |                        |        | Árbitro(s): Salahudeen          | Árbitro(s): Salahudeen |

| 13 de octubre de 1984 | Tanzania | 1:1 (1:0) | Sudán     | CCM Kirumba Stadium, Mwanza, Tanzania |                     |
|                       | Tino 28' |           | Mazda 68' | Árbitro(s): Katumba                   | Árbitro(s): Katumba |

| 27 de octubre de 1984 | Sudán | 0:0 (0:0) (Global 1:1) | Tanzania | Khartoum Stadium, Jartum, Sudán |  |
|                       |       |                        |          | Árbitro(s): Salem               |  |

| 30 de junio de 1984 | Sierra Leona | 0:1 (0:0) | Marruecos    | Siaka Steven Stadium, Freetown, Sierra Leona |                    |
|                     |              |           | M. Merry 87' | Árbitro(s): Agbala                           | Árbitro(s): Agbala |

| 15 de julio de 1984 | Marruecos                                         | 4:0 (1:0) (Global 5:0) | Sierra Leona | Moulay Abdellah Stadium, Rabat, Marruecos |                  |
|                     | M. Merry 34' 77' · Dahane 51' (pen.) · Labied 81' |                        |              | Árbitro(s): Sene                          | Árbitro(s): Sene |

| 28 de octubre de 1984 | Benín                  | 0:2 (0:0) | Túnez | Stade de l'Amitié, Cotonú, Benín |                      |
|                       | Jeridi 63' · Gasri 86' |           |       | Árbitro(s): Ouattara             | Árbitro(s): Ouattara |

| 13 de noviembre de 1984 | Túnez                                    | 4:0 (2:0) (Global 6:0) | Benín | Stade El Menzah, Túnez, Túnez                        |                                                      |
|                         | Jeridi 5' 16' · Rakbaoui 56' · Gasri 74' |                        |       | Asistencia: 12,000 espectadores Árbitro(s): Laouissi | Asistencia: 12,000 espectadores Árbitro(s): Laouissi |

| 21 de octubre de 1984 | Costa de Marfil                            | 4:0 (0:0) | Gambia | Stade Félix Houphouët-Boigny, Abiyán, Costa de Marfil |                    |
|                       | Traoré 47' 62' · N'Dri 66' · Ben Salah 84' |           |        | Árbitro(s): Camara                                    | Árbitro(s): Camara |

| 4 de noviembre de 1984 | Gambia                           | 3:2 (1:1) (Global 3:6) | Costa de Marfil        | Independence Stadium, Banjul, Gambia |                            |
|                        | Sowe 22' · Ndour 66' · Wadda 81' |                        | Traoré 40' · Tiéhi 54' | Árbitro(s): Idrissa Traoré           | Árbitro(s): Idrissa Traoré |

| 20 de octubre de 1984 | Nigeria                      | 3:0 (2:0) | Liberia | Surulere Stadium, Lagos, Nigeria                      |                                                       |
|                       | Edobor 7' 15' · Adeshina 78' |           |         | Asistencia: 50,000 espectadores Árbitro(s): Ouedraogo | Asistencia: 50,000 espectadores Árbitro(s): Ouedraogo |

| 4 de noviembre de 1984 | Liberia | 0:1 (0:1) (Global 0:4) | Nigeria    | Samuel Kanyon Doe, Monrovia, Liberia                 |                                                      |
|                        |         |                        | Temile 42' | Asistencia: 10,000 espectadores Árbitro(s): Mamoudou | Asistencia: 10,000 espectadores Árbitro(s): Mamoudou |

| 1 de julio de 1984 | Angola  | 1:0 (0:0) | Senegal | Estádio dos Coqueiros, Luanda, Angola |                       |
|                    | Ivo 57' |           |         | Árbitro(s): Bantsimba                 | Árbitro(s): Bantsimba |

| 15 de julio de 1984 | Senegal  | 1:0 (1:0) (t. s.)(3:4 p.)(Global 1:1) | Angola | Stade Demba Diop, Dakar, Senegal |                         |
|                     | Sèye 24' |                                       |        | Árbitro(s): Hioba-Hioba          | Árbitro(s): Hioba-Hioba |

|  | Madagascar | w/o | Lesoto |  |  |

|  | Libia | w/o | Níger |  |  |

|  | Guinea | w/o | Togo |  |  |

Egipto, Kenia, Malaui, Zambia, Sudán, Marruecos, Túnez, Costa de Marfil, Nigeria y Angola se clasificaron a la siguiente ronda. Además se clasificarían directamente Madagascar, Guinea y Libia; al retirarse de la competición Lesoto, Togo y Níger.

## Segunda ronda
| Equipo 1        | Agr.         | Equipo 2   | Ida | Vuelta |
| --------------- | ------------ | ---------- | --- | ------ |
| Zambia          | 5–2          | Camerún    | 4–1 | 1–1    |
| Marruecos       | 2–0          | Malaui     | 2–0 | 0–0    |
| Angola          | 2–3          | Argelia    | 0–0 | 2–3    |
| Kenia           | 1–6          | Nigeria    | 0–3 | 1–3    |
| Egipto          | 1–1 (4-2 p.) | Madagascar | 1–0 | 0–1    |
| Guinea          | 1–2          | Túnez      | 1–0 | 0–2    |
| Sudán           | 0–4          | Libia      | 0–0 | 0–4    |
| Costa de Marfil | 0–2          | Ghana      | 0–0 | 0–2    |

| 7 de abril de 1985 | Zambia                          | 4:1 (4:0) | Camerún        | Independence Stadium, Lusaka, Zambia |                        |
|                    | Chabala 24' 38' 40' · Njovu 28' |           | Kana-Biyik 70' | Árbitro(s): Valdemarca               | Árbitro(s): Valdemarca |

| 21 de abril de 1985 | Camerún    | 1:1 (1:1) (Global 2:5) | Zambia      | Stade Ahmadou Ahidjo, Yaundé, Camerún |                     |
|                     | M'Fédé 31' |                        | Chilengi 5' | Árbitro(s): Diramba                   | Árbitro(s): Diramba |

| 7 de abril de 1985 | Marruecos                           | 2:0 (1:0) | Malaui | Moulay Abdellah Stadium, Rabat, Marruecos              |                                                        |
|                    | El Haddaoui 10' · Dahane 75' (pen.) |           |        | Asistencia: 20,862 espectadores Árbitro(s): Bin Nasser | Asistencia: 20,862 espectadores Árbitro(s): Bin Nasser |

| 21 de abril de 1985 | Malaui | 0:0 (0:0) (Global 0:2) | Marruecos | Kamuzu Stadium, Blantyre, Malaui                  |  |
|                     |        |                        |           | Asistencia: 50,000 espectadores Árbitro(s): Chayu |  |

| 31 de marzo de 1985 | Angola | 0:0 (0:0) | Argelia | Estádio dos Coqueiros, Luanda, Angola              |  |
|                     |        |           |         | Asistencia: 20,000 espectadores Árbitro(s): Camara |  |

| 19 de abril de 1985 | Argelia                                | 3:2 (2:0) (Global 3:2) | Angola                  | Stade 5 Juillet 1962, Argel, Argelia               |                                                    |
|                     | Mansouri 14' · Menad 42' · Bouiche 65' |                        | Jesus 78' · Machado 83' | Asistencia: 50,000 espectadores Árbitro(s): Traoré | Asistencia: 50,000 espectadores Árbitro(s): Traoré |

| 6 de abril de 1985 | Kenia | 0:3 (0:2) | Nigeria                           | Nairobi City Stadium, Nairobi, Kenia                       |                                                            |
|                    |       |           | Amoo 12' · Keshi 45' · Yekini 47' | Asistencia: 50,000 espectadores Árbitro(s): Bester Kalombo | Asistencia: 50,000 espectadores Árbitro(s): Bester Kalombo |

| 20 de abril de 1985 | Nigeria                              | 3:1 (2:1) (Global 6:1) | Kenia      | Surulere Stadium, Lagos, Nigeria                  |                                                   |
|                     | Sadi 18' · Yekini 20' · Sofoluwe 89' |                        | Masiga 36' | Asistencia: 35,000 espectadores Árbitro(s): N'Jie | Asistencia: 35,000 espectadores Árbitro(s): N'Jie |

| 5 de abril de 1985 | Egipto       | 1:0 (0:0) | Madagascar | Nasser Stadium, El Cairo, Egipto                    |                                                     |
|                    | Suleiman 64' |           |            | Asistencia: 65,000 espectadores Árbitro(s): Lacarne | Asistencia: 65,000 espectadores Árbitro(s): Lacarne |

| 21 de abril de 1985 | Madagascar     | 1:0 (0:0) (t. s.)(2:4 p.)(Global 1:1) | Egipto | Mahamasina Municipal Stadium, Antananarivo, Madagascar |                          |
|                     | Rafanodina 57' |                                       |        | Árbitro(s): Picon-Ackong                               | Árbitro(s): Picon-Ackong |

| 10 de febrero de 1985 | Guinea    | 1:0 (1:0) | Túnez | Stade du 28 Septembre, Conakri, Guinea |                    |
|                       | Diaby 14' |           |       | Árbitro(s): Eboule                     | Árbitro(s): Eboule |

| 24 de febrero de 1985 | Túnez                   | 2:0 (1:0) (Global 2:1) | Guinea | Stade El Menzah, Túnez, Túnez                            |                                                          |
|                       | Braham 24' · Hsoumi 80' |                        |        | Asistencia: 12,000 espectadores Árbitro(s): Salem Sherif | Asistencia: 12,000 espectadores Árbitro(s): Salem Sherif |

| 22 de febrero de 1985 | Sudán | 0:0 (0:0) | Libia | Khartoum Stadium, Jartum, Sudán                    |  |
|                       |       |           |       | Asistencia: 25,000 espectadores Árbitro(s): Khamis |  |

| 8 de marzo de 1985 | Libia                                                       | 4:0 (0:0) (Global 4:0) | Sudán | 11 June Stadium, Trípoli, Libia                   |                                                   |
|                    | Ben Brahim 53' · Al-Beshari 55' · Al-Maadani 61' · Bani 71' |                        |       | Asistencia: 80,000 espectadores Árbitro(s): Djibo | Asistencia: 80,000 espectadores Árbitro(s): Djibo |

| 7 de abril de 1985 | Costa de Marfil | 0:0 (0:0) | Ghana | Stade Félix Houphouët-Boigny, Abiyán, Costa de Marfil |  |
|                    |                 |           |       | Árbitro(s): Laouissi                                  |  |

| 21 de abril de 1985 | Ghana                  | 2:0 (0:0) (Global 2:0) | Costa de Marfil | Estadio Baba Yara, Kumasi, Ghana                      |                                                       |
|                     | Nti 50' · Alhassan 79' |                        |                 | Asistencia: 50,421 espectadores Árbitro(s): Bantsimba | Asistencia: 50,421 espectadores Árbitro(s): Bantsimba |

Zambia, Marruecos, Argelia, Nigeria, Egipto, Túnez, Libia y Ghana se clasificaron a la siguiente ronda.

## Tercera ronda
| Equipo 1 | Agr. | Equipo 2  | Ida | Vuelta |
| -------- | ---- | --------- | --- | ------ |
| Argelia  | 3–0  | Zambia    | 2–0 | 1–0    |
| Ghana    | 0–2  | Libia     | 0–0 | 0–2    |
| Nigeria  | 1–2  | Túnez     | 1–0 | 0–2    |
| Egipto   | 0–2  | Marruecos | 0–0 | 0–2    |

| 13 de julio de 1985 | Argelia                    | 2:0 (1:0) | Zambia | Stade 5 Juillet 1962, Argel, Argelia               |                                                    |
|                     | Bensaoula 15' · Madjer 84' |           |        | Asistencia: 60,000 espectadores Árbitro(s): El-Din | Asistencia: 60,000 espectadores Árbitro(s): El-Din |

| 28 de julio de 1985 | Zambia | 0:1 (0:0) (Global 0:3) | Argelia       | Independence Stadium, Lusaka, Zambia                     |                                                          |
|                     |        |                        | Bensaoula 78' | Asistencia: 35,000 espectadores Árbitro(s): Picon-Ackong | Asistencia: 35,000 espectadores Árbitro(s): Picon-Ackong |

| 14 de julio de 1985 | Ghana | 0:0 (0:0) | Libia | Ohene Djan Stadium, Acra, Ghana |  |
|                     |       |           |       | Árbitro(s): Faye                |  |

| 26 de julio de 1985 | Libia                               | 2:0 (1:0) (Global 2:0) | Ghana | 28 March Stadium, Bengasi, Libia |                      |
|                     | Al-Senussi 33' · Al-Qadi 70' (pen.) |                        |       | Árbitro(s): Laouissi             | Árbitro(s): Laouissi |

| 6 de julio de 1985 | Nigeria   | 1:0 (0:0) | Túnez | Surulere Stadium, Lagos, Nigeria                    |                                                     |
|                    | Isima 77' |           |       | Asistencia: 60,000 espectadores Árbitro(s): Diramba | Asistencia: 60,000 espectadores Árbitro(s): Diramba |

| 20 de julio de 1985 | Túnez         | 2:0 (2:0) (Global 2:1) | Nigeria | Stade El Menzah, Túnez, Túnez                      |                                                    |
|                     | Jeridi 8' 28' |                        |         | Asistencia: 33,000 espectadores Árbitro(s): Hansal | Asistencia: 33,000 espectadores Árbitro(s): Hansal |

| 12 de julio de 1985 | Egipto | 0:0 (0:0) | Marruecos | Cairo International Stadium, El Cairo, Egipto |  |
|                     |        |           |           | Árbitro(s): Valdemarca                        |  |

| 28 de julio de 1985 | Marruecos                    | 2:0 (1:0) (Global 2:0) | Egipto | Stade Mohamed V, Casablanca, Marruecos            |                                                   |
|                     | Timoumi 37' · Bouderbala 82' |                        |        | Asistencia: 100,000 espectadores Árbitro(s): Sène | Asistencia: 100,000 espectadores Árbitro(s): Sène |

Argelia, Túnez, Libia y Marruecos se clasificaron a la siguiente ronda.

## Ronda final
| Equipo 1  | Agr. | Equipo 2 | Ida | Vuelta |
| --------- | ---- | -------- | --- | ------ |
| Túnez     | 1–7  | Argelia  | 1–4 | 0–3    |
| Marruecos | 3–1  | Libia    | 3–0 | 0–1    |

| 6 de octubre de 1985 | Túnez        | 1:4 (1:2) | Argelia                                    | Stade El Menzah, Túnez, Túnez                         |                                                       |
|                      | Rakbaoui 16' |           | Madjer 24' · Menad 43' 87' · Kaci-Saïd 67' | Asistencia: 40,000 espectadores Árbitro(s): Schoeters | Asistencia: 40,000 espectadores Árbitro(s): Schoeters |

| 18 de octubre de 1985 | Argelia                          | 3:0 (2:0) (Global 7:1) | Túnez | Stade 5 Juillet 1962, Argel, Argelia               |                                                    |
|                       | Madjer 8' · Menad 34' · Yahi 78' |                        |       | Asistencia: 90,000 espectadores Árbitro(s): Galler | Asistencia: 90,000 espectadores Árbitro(s): Galler |

| 6 de octubre de 1985 | Marruecos                                       | 3:0 (1:0) | Libia | Stade Mohamed V, Casablanca, Marruecos             |                                                    |
|                      | Merry 44' (pen.) · Timoumi 85' · Bouderbala 90' |           |       | Asistencia: 120,000 espectadores Árbitro(s): Chayu | Asistencia: 120,000 espectadores Árbitro(s): Chayu |

| 18 de octubre de 1985 | Libia          | 1:0 (1:0) (Global 1:3) | Marruecos | 28 March Stadium, Bengasi, Libia                    |                                                     |
|                       | Al-Farjani 43' |                        |           | Asistencia: 40,000 espectadores Árbitro(s): Agnolin | Asistencia: 40,000 espectadores Árbitro(s): Agnolin |

Argelia y Marruecos se clasificaron para la Copa Mundial de Fútbol de 1986.

## Clasificados
| Bandera de Argelia | Bandera de Marruecos |
| Argelia            | Marruecos            |